# Saint-Aubin-des-Bois (Calvados)
Saint-Aubin-des-Bois é uma comuna francesa na região administrativa da Normandia, no departamento Calvados. Estende-se por uma área de 8,21 km². Em 2010 a comuna tinha 233 habitantes (densidade: 28,4 hab./km²).